# Copa de Campeones de Europa 1960-61
La Copa de Campeones de Europa 1960-61 fue la 6.ª edición de la Copa de Clubes Campeones Europeos de fútbol, conocida como Copa de Europa, organizada por la Unión de Asociaciones Europeas de Fútbol (UEFA). En ella participaron un total de veintiocho equipos, representantes de 27 federaciones nacionales diferentes tras incorporarse el representante noruego.
Fue la primera vez en la que el vigente campeón caía eliminado, y poniendo en este caso fin a una racha de cinco títulos consecutivos. El Real Madrid Club de Fútbol fue derrotado en los octavos de final por el Club de Fútbol Barcelona —vigente campeón español— siendo el primer equipo en eliminar al vigente campeón continental.
Cabe destacar que fue la segunda vez, la primera ocurrió en la temporada 1958-59, en la que era necesario que uno de los semifinalistas hubiese de disputar un partido de desempate para acceder a la final.
Esta edición distó mucho de ediciones anteriores en cuanto al número de goles anotados. Una marca de 92 goles en 29 partidos, para una media de 3,17 por encuentro fue hasta la fecha el peor promedio anotador de la historia de una competición que vio por primera vez a un segundo campeón. Fue el Sport Lisboa e Benfica portugués, quien tras derrotar al ya citado C. F. Barcelona en la final de Berna, en la sexta aparición consecutiva de un club español en el partido final y la primera vez que otra federación que no fuese la de España en ser vencedora. Además, fue la primera vez en la historia de la competición en la que el equipo vencedor estaba formado íntegramente por jugadores de la misma nacionalidad de su club, aunque varios de ellos, como Costa Pereira, Mário Coluna,Arnaldo o Vicente (a los que al año siguiente se sumaría el histórico Eusébio da Silva Ferreira) no eran del Portugal metropolitano, sino de la entonces colonia de Mozambique.

## Desarrollo

### Participantes
En esta ocasión fue Noruega quien escribió su nombre por primera vez merced a la participación del Fredrikstad Fotballklubb, quien además dejó una de las sorpresas al eliminar en la ronda previa al Amsterdamsche Football Club Ajax, y acceder así a la fase final. A él se unieron otros cinco equipos debutantes en la ronda eliminatoria final, el Hamburgo Sport-Verein alemán, el Dobrovolná Sportovní Organisace Spartak Hradec Králové checoslovaco (en español: Organización Deportiva Voluntaria del Spartak de Hradec Králové), el Panathinaikós Athlitikos Omilos griego, el Burnley Football Club inglés, y el Idrottsföreningen Kamraterna Malmö sueco.
El Futbollit Klubi Partizani, el Knattspyrnufélag Reykjavík islandés, el Valletta Football Club maltés, cuya asociación se incorporaba a la UEFA, y el Futbol'nyy Klub Dynamo Moskva soviético fueron los representantes de las federaciones ausentes.
Nota: indicados en negrita equipos que participaron en la fase final del torneo. Nombres y banderas según la época.
| Equipos participantes                                                                                  | | |
| Octavos de final                                                                                       | Fase preliminar | Fase preliminar |
| Real Madrid Club de Fútbol Hamburgo Sport-Verein Burnley Football Club Panathinaikós Athlitikos Omilos | Beşiktaş Jimnastik Kulübü Århus Gymnastik Forening Berner Sport Club Young Boys Koninklijke Lierse Sportkring Casa Centrală a Armatei București Juventus Football Club Club de Fútbol Barcelona Sportklub Rapid Wien Újpesti Dózsa Sport Club Fudbalski Klub Crvena Zvezda Heart of Midlothian Football Club | Stade de Reims Amsterdamsche Football Club Ajax Sport Lisboa e Benfica Sport Club Wismut Karl-Marx-Stadt Idrottsföreningen Kamraterna Malmö Association Sportive La Jeunesse d'Esch Dobrovolná Sportovní Organisace Spartak Hradec Králové Limerick Football Club Glenavon Football Club Centralny Wojskowy Klub Sportowy Warszawa Centralen Dom na Narodnata Armiya Sofiya |

### Incidencias
El Sport Lisboa e Benfica portugués de Béla Guttmann fue finalmente quien tomó el relevo de los madrileños como campeón tras una disputada final en la que el Club de Fútbol Barcelona vio como se le escapaba el título tras anotarse un autogol y estrellar cuatro balones contra los postes. Por esta circunstancia, el partido ha pasado a conocerse como "la final de los palos" o "la final de los postes cuadrados", por ser ésta la forma (ya por entonces en desuso) que poseían los de las porterías del Wankdorfstadion bernés. Los jugadores húngaros del Barcelona  Sandor Kocsis y Zoltán Czibor ya se toparon en la final de la Copa Mundial de Fútbol de 1954, que su selección disputó contra la de Alemania Federal, con dichos postes, motivo por el cual fueron los jugadores azulgrana más afectados por la derrota. Se ha dicho que, tras este partido, la FIFA ordenó desterrar definitivamente los palos cuadrados y sustituirlos por postes ovalados, aunque esta información no está contrastada.
Fue la sexta ocasión en la que un club español accedía a la final del torneo, en mismas ediciones disputadas, seguidas del par logrado por los equipos italianos y franceses.

## Ronda previa
El sorteo se dio en la sede de la UEFA en París, el 7 de julio de 1960.
| Equipo Local Ida          | Resultado | Equipo Visitante Ida         | Ida   | Vuelta |
| ------------------------- | --------- | ---------------------------- | ----- | ------ |
| Heart of Midlothian F. C. | 1 - 5     | S. L. Benfica                | 1 - 2 | 0 - 3  |
| F. K. Crvena Zvezda       | 1 - 5     | Újpest Dózsa                 | 1 - 2 | 0 - 3  |
| Århus G. F.               | 3 - 1     | CWKS Warszawa                | 3 - 0 | 0 - 1  |
| Fredrikstad F. K.         | 4 - 3     | A. F. C. Ajax                | 4 - 3 | 0 - 0  |
| S. K. Rapid Wien          | 4 - 1     | Beşiktaş J. K.               | 4 - 0 | 0 - 1  |
| I. F. K. Helsingfors      | 2 - 5     | I. F. K. Malmö               | 1 - 3 | 1 - 2  |
| Juventus F. C.            | 3 - 4     | CDNA Sofíya                  | 2 - 0 | 1 - 4  |
| C. F. Barcelona           | 5 - 0     | Koninklijke Lierse S. K.     | 2 - 0 | 3 - 0  |
| Stade de Reims            | 11 - 1    | A. S. Jeunesse d'Esch        | 6 - 1 | 5 - 0  |
| Limerick F. C.            | 2 - 9     | B. S. C. Young Boys          | 0 - 5 | 2 - 4  |
| Glenavon F. C.            | bye.      | S. C. Wismut Karl-Marx-Stadt | -     | -      |
| C. C. A. București        | bye.      | Spartak Hradec Králové       | -     | -      |

## Fase final

Alineación del CF Barcelona frente al Hamburgo S.V. en la Copa de Campeones de Europa 1960-61.

### Eliminatorias
|  | Octavos de final                                                                 | Octavos de final                                                                 | Octavos de final                                                                 | Octavos de final                                                                 |   |             | Cuartos de final                                                                | Cuartos de final                                                                | Cuartos de final                                                                | Cuartos de final                                                                |  |           | Semifinales                                                             | Semifinales                                                             | Semifinales                                                             | Semifinales                                                             |  |         | Final                                     | Final                                     |  |
|  | 19 de oct. al 16 de nov. de 1960 (ida) 26 de oct. al 30 de nov. de 1960 (vuelta) | 19 de oct. al 16 de nov. de 1960 (ida) 26 de oct. al 30 de nov. de 1960 (vuelta) | 19 de oct. al 16 de nov. de 1960 (ida) 26 de oct. al 30 de nov. de 1960 (vuelta) | 19 de oct. al 16 de nov. de 1960 (ida) 26 de oct. al 30 de nov. de 1960 (vuelta) |   |             | 18 de ene. al 22 de mar. de 1961 (ida) 15 de mar. al 3 de abr. de 1961 (vuelta) | 18 de ene. al 22 de mar. de 1961 (ida) 15 de mar. al 3 de abr. de 1961 (vuelta) | 18 de ene. al 22 de mar. de 1961 (ida) 15 de mar. al 3 de abr. de 1961 (vuelta) | 18 de ene. al 22 de mar. de 1961 (ida) 15 de mar. al 3 de abr. de 1961 (vuelta) |  |           | 12 y 26 de abril de 1961 (ida) 26 de abril y 3 de mayo de 1961 (vuelta) | 12 y 26 de abril de 1961 (ida) 26 de abril y 3 de mayo de 1961 (vuelta) | 12 y 26 de abril de 1961 (ida) 26 de abril y 3 de mayo de 1961 (vuelta) | 12 y 26 de abril de 1961 (ida) 26 de abril y 3 de mayo de 1961 (vuelta) |  |         | 31 de mayo de 1961 Wankdorfstadion, Berna | 31 de mayo de 1961 Wankdorfstadion, Berna |  |
|  |                                                                                  |                                                                                  |                                                                                  |                                                                                  |   |             |                                                                                 |                                                                                 |                                                                                 |                                                                                 |  |           |                                                                         |                                                                         |                                                                         |                                                                         |  |         |                                           |                                           |  |
|  |                                                                                  |                                                                                  |                                                                                  |                                                                                  |   |             |                                                                                 |                                                                                 |                                                                                 |                                                                                 |  |           |                                                                         |                                                                         |                                                                         |                                                                         |  |         |                                           |                                           |  |
|  | Benfica                                                                          | 6                                                                                | 1                                                                                | 7                                                                                |   |             |                                                                                 |                                                                                 |                                                                                 |                                                                                 |  |           |                                                                         |                                                                         |                                                                         |                                                                         |  |         |                                           |                                           |  |
|  | Benfica                                                                          | 6                                                                                | 1                                                                                | 7                                                                                |   |             |                                                                                 |                                                                                 |                                                                                 |                                                                                 |  |           |                                                                         |                                                                         |                                                                         |                                                                         |  |         |                                           |                                           |  |
|  | Újpest Dózsa                                                                     | 2                                                                                | 2                                                                                | 4                                                                                |   |             |                                                                                 |                                                                                 |                                                                                 |                                                                                 |  |           |                                                                         |                                                                         |                                                                         |                                                                         |  |         |                                           |                                           |  |
|  | Újpest Dózsa                                                                     | 2                                                                                | 2                                                                                | 4                                                                                |   | Benfica     | 3                                                                               | 4                                                                               | 7                                                                               |                                                                                 |  |           |                                                                         |                                                                         |                                                                         |                                                                         |  |         |                                           |                                           |  |
|  |                                                                                  |                                                                                  |                                                                                  |                                                                                  |   | Benfica     | 3                                                                               | 4                                                                               | 7                                                                               |                                                                                 |  |           |                                                                         |                                                                         |                                                                         |                                                                         |  |         |                                           |                                           |  |
|  |                                                                                  |                                                                                  | Århus                                                                            | 1                                                                                | 1 | 2           |                                                                                 |                                                                                 |                                                                                 |                                                                                 |  |           |                                                                         |                                                                         |                                                                         |                                                                         |  |         |                                           |                                           |  |
|  | Århus                                                                            | 3                                                                                | Århus                                                                            | 1                                                                                | 1 | 2           | 1                                                                               | 4                                                                               |                                                                                 |                                                                                 |  |           |                                                                         |                                                                         |                                                                         |                                                                         |  |         |                                           |                                           |  |
|  | Århus                                                                            | 3                                                                                |                                                                                  |                                                                                  |   |             |                                                                                 |                                                                                 |                                                                                 |                                                                                 |  |           |                                                                         |                                                                         |                                                                         |                                                                         |  |         |                                           |                                           |  |
|  | Fredrikstad                                                                      | 0                                                                                | 0                                                                                | 0                                                                                |   |             |                                                                                 |                                                                                 |                                                                                 |                                                                                 |  |           |                                                                         |                                                                         |                                                                         |                                                                         |  |         |                                           |                                           |  |
|  | Fredrikstad                                                                      | 0                                                                                | 0                                                                                | 0                                                                                |   |             |                                                                                 |                                                                                 |                                                                                 |                                                                                 |  | Benfica   | 3                                                                       | 1                                                                       | 4                                                                       |                                                                         |  |         |                                           |                                           |  |
|  |                                                                                  |                                                                                  |                                                                                  |                                                                                  |   |             |                                                                                 |                                                                                 |                                                                                 |                                                                                 |  | Benfica   | 3                                                                       | 1                                                                       | 4                                                                       |                                                                         |  |         |                                           |                                           |  |
|  |                                                                                  |                                                                                  | Rapid Viena                                                                      | 0                                                                                | 1 | 1           |                                                                                 |                                                                                 |                                                                                 |                                                                                 |  |           |                                                                         |                                                                         |                                                                         |                                                                         |  |         |                                           |                                           |  |
|  | Rapid Viena                                                                      | 3                                                                                | Rapid Viena                                                                      | 0                                                                                | 1 | 1           | 0                                                                               | 3                                                                               |                                                                                 |                                                                                 |  |           |                                                                         |                                                                         |                                                                         |                                                                         |  |         |                                           |                                           |  |
|  | Rapid Viena                                                                      | 3                                                                                |                                                                                  |                                                                                  |   |             |                                                                                 |                                                                                 |                                                                                 |                                                                                 |  |           |                                                                         |                                                                         |                                                                         |                                                                         |  |         |                                           |                                           |  |
|  | Karl-Marx-Stadt                                                                  | 1                                                                                | 2                                                                                | 3                                                                                |   |             |                                                                                 |                                                                                 |                                                                                 |                                                                                 |  |           |                                                                         |                                                                         |                                                                         |                                                                         |  |         |                                           |                                           |  |
|  | Karl-Marx-Stadt                                                                  | 1                                                                                | 2                                                                                | 3                                                                                |   | Rapid Viena | 2                                                                               | 2                                                                               | 4                                                                               |                                                                                 |  |           |                                                                         |                                                                         |                                                                         |                                                                         |  |         |                                           |                                           |  |
|  |                                                                                  |                                                                                  |                                                                                  |                                                                                  |   | Rapid Viena | 2                                                                               | 2                                                                               | 4                                                                               |                                                                                 |  |           |                                                                         |                                                                         |                                                                         |                                                                         |  |         |                                           |                                           |  |
|  |                                                                                  |                                                                                  | IFK Malmö                                                                        | 0                                                                                | 0 | 0           |                                                                                 |                                                                                 |                                                                                 |                                                                                 |  |           |                                                                         |                                                                         |                                                                         |                                                                         |  |         |                                           |                                           |  |
|  | IFK Malmö                                                                        | 1                                                                                | IFK Malmö                                                                        | 0                                                                                | 0 | 0           | 1                                                                               | 2                                                                               |                                                                                 |                                                                                 |  |           |                                                                         |                                                                         |                                                                         |                                                                         |  |         |                                           |                                           |  |
|  | IFK Malmö                                                                        | 1                                                                                |                                                                                  |                                                                                  |   |             |                                                                                 |                                                                                 |                                                                                 |                                                                                 |  |           |                                                                         |                                                                         |                                                                         |                                                                         |  |         |                                           |                                           |  |
|  | CDNA Sofía                                                                       | 0                                                                                | 1                                                                                | 1                                                                                |   |             |                                                                                 |                                                                                 |                                                                                 |                                                                                 |  |           |                                                                         |                                                                         |                                                                         |                                                                         |  |         |                                           |                                           |  |
|  | CDNA Sofía                                                                       | 0                                                                                | 1                                                                                | 1                                                                                |   |             |                                                                                 |                                                                                 |                                                                                 |                                                                                 |  |           |                                                                         |                                                                         |                                                                         |                                                                         |  | Benfica | 3                                         |                                           |  |
|  |                                                                                  |                                                                                  |                                                                                  |                                                                                  |   |             |                                                                                 |                                                                                 |                                                                                 |                                                                                 |  |           |                                                                         |                                                                         |                                                                         |                                                                         |  | Benfica | 3                                         |                                           |  |
|  |                                                                                  |                                                                                  | Barcelona                                                                        | 2                                                                                |   |             |                                                                                 |                                                                                 |                                                                                 |                                                                                 |  |           |                                                                         |                                                                         |                                                                         |                                                                         |  |         |                                           |                                           |  |
|  | Real Madrid                                                                      | 2                                                                                | Barcelona                                                                        | 2                                                                                | 1 | 3           |                                                                                 |                                                                                 |                                                                                 |                                                                                 |  |           |                                                                         |                                                                         |                                                                         |                                                                         |  |         |                                           |                                           |  |
|  | Real Madrid                                                                      | 2                                                                                |                                                                                  |                                                                                  |   |             |                                                                                 |                                                                                 |                                                                                 |                                                                                 |  |           |                                                                         |                                                                         |                                                                         |                                                                         |  |         |                                           |                                           |  |
|  | Barcelona                                                                        | 2                                                                                | 2                                                                                | 4                                                                                |   |             |                                                                                 |                                                                                 |                                                                                 |                                                                                 |  |           |                                                                         |                                                                         |                                                                         |                                                                         |  |         |                                           |                                           |  |
|  | Barcelona                                                                        | 2                                                                                | 2                                                                                | 4                                                                                |   | Barcelona   | 4                                                                               | 1                                                                               | 5                                                                               |                                                                                 |  |           |                                                                         |                                                                         |                                                                         |                                                                         |  |         |                                           |                                           |  |
|  |                                                                                  |                                                                                  |                                                                                  |                                                                                  |   | Barcelona   | 4                                                                               | 1                                                                               | 5                                                                               |                                                                                 |  |           |                                                                         |                                                                         |                                                                         |                                                                         |  |         |                                           |                                           |  |
|  |                                                                                  |                                                                                  | Hradec Králové                                                                   | 0                                                                                | 1 | 1           |                                                                                 |                                                                                 |                                                                                 |                                                                                 |  |           |                                                                         |                                                                         |                                                                         |                                                                         |  |         |                                           |                                           |  |
|  | Hradec Králové                                                                   | 1                                                                                | Hradec Králové                                                                   | 0                                                                                | 1 | 1           | 0                                                                               | 1                                                                               |                                                                                 |                                                                                 |  |           |                                                                         |                                                                         |                                                                         |                                                                         |  |         |                                           |                                           |  |
|  | Hradec Králové                                                                   | 1                                                                                |                                                                                  |                                                                                  |   |             |                                                                                 |                                                                                 |                                                                                 |                                                                                 |  |           |                                                                         |                                                                         |                                                                         |                                                                         |  |         |                                           |                                           |  |
|  | Panathinaikos                                                                    | 0                                                                                | 0                                                                                | 0                                                                                |   |             |                                                                                 |                                                                                 |                                                                                 |                                                                                 |  |           |                                                                         |                                                                         |                                                                         |                                                                         |  |         |                                           |                                           |  |
|  | Panathinaikos                                                                    | 0                                                                                | 0                                                                                | 0                                                                                |   |             |                                                                                 |                                                                                 |                                                                                 |                                                                                 |  | Barcelona | 1                                                                       | 1                                                                       | 2                                                                       |                                                                         |  |         |                                           |                                           |  |
|  |                                                                                  |                                                                                  |                                                                                  |                                                                                  |   |             |                                                                                 |                                                                                 |                                                                                 |                                                                                 |  | Barcelona | 1                                                                       | 1                                                                       | 2                                                                       |                                                                         |  |         |                                           |                                           |  |
|  |                                                                                  |                                                                                  | Hamburgo                                                                         | 0                                                                                | 2 | 2           |                                                                                 |                                                                                 |                                                                                 |                                                                                 |  |           |                                                                         |                                                                         |                                                                         |                                                                         |  |         |                                           |                                           |  |
|  | Burnley                                                                          | 2                                                                                | Hamburgo                                                                         | 0                                                                                | 2 | 2           | 2                                                                               | 4                                                                               |                                                                                 |                                                                                 |  |           |                                                                         |                                                                         |                                                                         |                                                                         |  |         |                                           |                                           |  |
|  | Burnley                                                                          | 2                                                                                |                                                                                  |                                                                                  |   |             |                                                                                 |                                                                                 |                                                                                 |                                                                                 |  |           |                                                                         |                                                                         |                                                                         |                                                                         |  |         |                                           |                                           |  |
|  | Stade de Reims                                                                   | 0                                                                                | 3                                                                                | 3                                                                                |   |             |                                                                                 |                                                                                 |                                                                                 |                                                                                 |  |           |                                                                         |                                                                         |                                                                         |                                                                         |  |         |                                           |                                           |  |
|  | Stade de Reims                                                                   | 0                                                                                | 3                                                                                | 3                                                                                |   | Burnley     | 3                                                                               | 1                                                                               | 4                                                                               |                                                                                 |  |           |                                                                         |                                                                         |                                                                         |                                                                         |  |         |                                           |                                           |  |
|  |                                                                                  |                                                                                  |                                                                                  |                                                                                  |   | Burnley     | 3                                                                               | 1                                                                               | 4                                                                               |                                                                                 |  |           |                                                                         |                                                                         |                                                                         |                                                                         |  |         |                                           |                                           |  |
|  |                                                                                  |                                                                                  | Hamburgo                                                                         | 1                                                                                | 4 | 5           |                                                                                 |                                                                                 |                                                                                 |                                                                                 |  |           |                                                                         |                                                                         |                                                                         |                                                                         |  |         |                                           |                                           |  |
|  | Young Boys                                                                       | 0                                                                                | Hamburgo                                                                         | 1                                                                                | 4 | 5           | 3                                                                               | 3                                                                               |                                                                                 |                                                                                 |  |           |                                                                         |                                                                         |                                                                         |                                                                         |  |         |                                           |                                           |  |
|  | Young Boys                                                                       | 0                                                                                |                                                                                  |                                                                                  |   |             |                                                                                 |                                                                                 |                                                                                 |                                                                                 |  |           |                                                                         |                                                                         |                                                                         |                                                                         |  |         |                                           |                                           |  |
|  | Hamburgo                                                                         | 5                                                                                | 3                                                                                | 8                                                                                |   |             |                                                                                 |                                                                                 |                                                                                 |                                                                                 |  |           |                                                                         |                                                                         |                                                                         |                                                                         |  |         |                                           |                                           |  |
|  | Hamburgo                                                                         | 5                                                                                | 3                                                                                | 8                                                                                |   |             |                                                                                 |                                                                                 |                                                                                 |                                                                                 |  |           |                                                                         |                                                                         |                                                                         |                                                                         |  |         |                                           |                                           |  |
|  |                                                                                  |                                                                                  |                                                                                  |                                                                                  |   |             |                                                                                 |                                                                                 |                                                                                 |                                                                                 |  |           |                                                                         |                                                                         |                                                                         |                                                                         |  |         |                                           |                                           |  |

### Octavos de final
El sorteo se realizó el 7 de octubre de 1960 en Ginebra.

### Cuartos de final
El sorteo se realizó el 6 de diciembre de 1960 en Viena.

### Semifinales
El sorteo se realizó el 3 de marzo de 1961 en Zürich.

## Final
La final de Berna de 1961 fue conocida como la "final de los postes cuadrados", debido a que hasta en cuatro veces le negaron el gol al conjunto azulgrana. Desde aquel día se eliminaron los postes cuadrados para implementarse los actuales cilíndricos.
Al entrar en el estadio, Sandor Kocsis comentó un supersticioso: «No me gusta». Los jugadores húngaros del Fútbol Club Barcelona, Kocsis y Czibor no podían olvidar que siete años antes, en 1954, habían perdido con Hungría la final del Mundial ante Alemania (2–3), habiéndola batido 8–3 en primera fase. Además, Ladislao Kubala, estrella del Fútbol Club Barcelona, jugó lesionado siendo una sombra de sí mismo pegado a la banda derecha.
| «De todas las finales que he jugado es la única que perdí y, sin embargo, por cómo se desarrolló el partido, era la que tenía que haber ganado.».—— Luis Suárez. |

| 1     | POR   | Costa Pereira         |  |
| 2     | DEF   | Mário João            |  |
| 3     | DEF   | Germano de Figueiredo |  |
| 4     | DEF   | Angelo Martins        |  |
| 5     | MED   | José Neto             |  |
| 6     | MED   | Fernando Cruz         |  |
| 7     | DEL   | José Augusto          |  |
| 8     | DEL   | Joaquim Santana       |  |
| 9     | DEL   | José Águas            |  |
| 10    | DEL   | Mário Coluna          |  |
| 11    | DEL   | Domiciano Cavém       |  |
| D. T. | D. T. | Béla Guttman          |  |

| 1     | POR   | Antoni Ramallets         |  |
| 2     | DEF   | Alfonso Rodríguez Foncho |  |
| 3     | DEF   | Enric Gensana            |  |
| 4     | DEF   | Sígfrid Gracia           |  |
| 5     | MED   | Martí Vergés             |  |
| 6     | MED   | Jesús Garay              |  |
| 7     | DEL   | Ladislao Kubala          |  |
| 8     | DEL   | Sándor Kocsis            |  |
| 9     | DEL   | Evaristo Macedo          |  |
| 10    | DEL   | Luis Suárez              |  |
| 11    | DEL   | Zoltán Czibor            |  |
| D. T. | D. T. | Enrique Orizaola         |  |

| 30' · 32' · 55' | José Águas Antoni Ramallets Mário Coluna | 1:1 2:1 3:1 |

| 0:1 3:2 | Sándor Kocsis Zoltán Czibor | 20' · 75' |

| Principal | Gottfried Dienst |

| 1     | POR   | Costa Pereira         |  |
| 2     | DEF   | Mário João            |  |
| 3     | DEF   | Germano de Figueiredo |  |
| 4     | DEF   | Angelo Martins        |  |
| 5     | MED   | José Neto             |  |
| 6     | MED   | Fernando Cruz         |  |
| 7     | DEL   | José Augusto          |  |
| 8     | DEL   | Joaquim Santana       |  |
| 9     | DEL   | José Águas            |  |
| 10    | DEL   | Mário Coluna          |  |
| 11    | DEL   | Domiciano Cavém       |  |
| D. T. | D. T. | Béla Guttman          |  |

| 1     | POR   | Antoni Ramallets         |  |
| 2     | DEF   | Alfonso Rodríguez Foncho |  |
| 3     | DEF   | Enric Gensana            |  |
| 4     | DEF   | Sígfrid Gracia           |  |
| 5     | MED   | Martí Vergés             |  |
| 6     | MED   | Jesús Garay              |  |
| 7     | DEL   | Ladislao Kubala          |  |
| 8     | DEL   | Sándor Kocsis            |  |
| 9     | DEL   | Evaristo Macedo          |  |
| 10    | DEL   | Luis Suárez              |  |
| 11    | DEL   | Zoltán Czibor            |  |
| D. T. | D. T. | Enrique Orizaola         |  |

| 30' · 32' · 55' | José Águas Antoni Ramallets Mário Coluna | 1:1 2:1 3:1 |

| 0:1 3:2 | Sándor Kocsis Zoltán Czibor | 20' · 75' |

| Principal | Gottfried Dienst |

| 1     | POR   | Costa Pereira         |  |
| 2     | DEF   | Mário João            |  |
| 3     | DEF   | Germano de Figueiredo |  |
| 4     | DEF   | Angelo Martins        |  |
| 5     | MED   | José Neto             |  |
| 6     | MED   | Fernando Cruz         |  |
| 7     | DEL   | José Augusto          |  |
| 8     | DEL   | Joaquim Santana       |  |
| 9     | DEL   | José Águas            |  |
| 10    | DEL   | Mário Coluna          |  |
| 11    | DEL   | Domiciano Cavém       |  |
| D. T. | D. T. | Béla Guttman          |  |

| 1     | POR   | Antoni Ramallets         |  |
| 2     | DEF   | Alfonso Rodríguez Foncho |  |
| 3     | DEF   | Enric Gensana            |  |
| 4     | DEF   | Sígfrid Gracia           |  |
| 5     | MED   | Martí Vergés             |  |
| 6     | MED   | Jesús Garay              |  |
| 7     | DEL   | Ladislao Kubala          |  |
| 8     | DEL   | Sándor Kocsis            |  |
| 9     | DEL   | Evaristo Macedo          |  |
| 10    | DEL   | Luis Suárez              |  |
| 11    | DEL   | Zoltán Czibor            |  |
| D. T. | D. T. | Enrique Orizaola         |  |

| 30' · 32' · 55' | José Águas Antoni Ramallets Mário Coluna | 1:1 2:1 3:1 |

| 0:1 3:2 | Sándor Kocsis Zoltán Czibor | 20' · 75' |

| Principal | Gottfried Dienst |

| 1     | POR   | Costa Pereira         |  |
| 2     | DEF   | Mário João            |  |
| 3     | DEF   | Germano de Figueiredo |  |
| 4     | DEF   | Angelo Martins        |  |
| 5     | MED   | José Neto             |  |
| 6     | MED   | Fernando Cruz         |  |
| 7     | DEL   | José Augusto          |  |
| 8     | DEL   | Joaquim Santana       |  |
| 9     | DEL   | José Águas            |  |
| 10    | DEL   | Mário Coluna          |  |
| 11    | DEL   | Domiciano Cavém       |  |
| D. T. | D. T. | Béla Guttman          |  |

| 1     | POR   | Antoni Ramallets         |  |
| 2     | DEF   | Alfonso Rodríguez Foncho |  |
| 3     | DEF   | Enric Gensana            |  |
| 4     | DEF   | Sígfrid Gracia           |  |
| 5     | MED   | Martí Vergés             |  |
| 6     | MED   | Jesús Garay              |  |
| 7     | DEL   | Ladislao Kubala          |  |
| 8     | DEL   | Sándor Kocsis            |  |
| 9     | DEL   | Evaristo Macedo          |  |
| 10    | DEL   | Luis Suárez              |  |
| 11    | DEL   | Zoltán Czibor            |  |
| D. T. | D. T. | Enrique Orizaola         |  |

| 30' · 32' · 55' | José Águas Antoni Ramallets Mário Coluna | 1:1 2:1 3:1 |

| 0:1 3:2 | Sándor Kocsis Zoltán Czibor | 20' · 75' |

| Principal | Gottfried Dienst |

|                                   |
| Bandera de Portugal               |
| Campeón S. L. Benfica 1.er título |

## Estadísticas

### Tabla histórica de goleadores
El portugués José Águas fue el máximo goleador de la edición tras anotar ocho goles en siete partidos, con un promedio de 1,14 goles por partido y ser además el máximo realizador del equipo campeón, seguido de su compatriota José Augusto y del alemán Uwe Seeler, ambos con cinco tantos.
Nota: No contabilizados los partidos y goles en rondas previas. Nombres y banderas de equipos en la época.
| \| Pos. \| Jugador \| G. \| Part. \| Prom. \| \| Club \| \| ---- \| --------------- \| -- \| ----- \| ----- \| \| ------------------- \| \| 1 \| José Águas \| 8 \| 7 \| 1.14 \| \| S. L. Benfica \| \| 2 \| José Augusto \| 5 \| 7 \| 0.71 \| \| S. L. Benfica \| \| = \| Uwe Seeler \| 5 \| 7 \| 0.71 \| \| Hamburgo S. V. \| \| 4 \| Klaus Stürmer \| 4 \| 7 \| 0.57 \| \| Hamburgo S. V. \| \| 5 \| Evaristo Macedo \| 4 \| 3 \| 1.33 \| \| C. F. Barcelona \| \| 6 \| Jimmy Robson \| 3 \| 4 \| 0.75 \| \| Burnley F. C. \| \| 7 \| Gert Dörfel \| 3 \| 7 \| 0.43 \| \| Hamburgo S. V. \| \| = \| Joaquim Santana \| 3 \| 7 \| 0.43 \| \| S. L. Benfica \| \| 9 \| Luis Suárez \| 3 \| 8 \| 0.38 \| \| C. F. Barcelona \| \| 10 \| Finn Overby \| 2 \| 2 \| 1.00 \| \| Århus G. F. \| \| = \| Bruno Rodzik \| 2 \| 2 \| 1.00 \| \| Stade de Reims \| \| = \| Ferenc Szusza \| 2 \| 2 \| 1.00 \| \| Újpesti Dózsa S. C. \| \| = \| Justo Tejada \| 2 \| 2 \| 1.00 \| \| C. F. Barcelona \| Actualizado a fin de torneo. |                 |    |       |       |  |                     |
| Pos. | Jugador         | G. | Part. | Prom. |  | Club                |
| 1 | José Águas      | 8  | 7     | 1.14  |  | S. L. Benfica       |
| 2 | José Augusto    | 5  | 7     | 0.71  |  | S. L. Benfica       |
| = | Uwe Seeler      | 5  | 7     | 0.71  |  | Hamburgo S. V.      |
| 4 | Klaus Stürmer   | 4  | 7     | 0.57  |  | Hamburgo S. V.      |
| 5 | Evaristo Macedo | 4  | 3     | 1.33  |  | C. F. Barcelona     |
| 6 | Jimmy Robson    | 3  | 4     | 0.75  |  | Burnley F. C.       |
| 7 | Gert Dörfel     | 3  | 7     | 0.43  |  | Hamburgo S. V.      |
| = | Joaquim Santana | 3  | 7     | 0.43  |  | S. L. Benfica       |
| 9 | Luis Suárez     | 3  | 8     | 0.38  |  | C. F. Barcelona     |
| 10 | Finn Overby     | 2  | 2     | 1.00  |  | Århus G. F.         |
| = | Bruno Rodzik    | 2  | 2     | 1.00  |  | Stade de Reims      |
| = | Ferenc Szusza   | 2  | 2     | 1.00  |  | Újpesti Dózsa S. C. |
| = | Justo Tejada    | 2  | 2     | 1.00  |  | C. F. Barcelona     |